# Dezső Földes
Dezső Földes, pierwotnie Grünfeld (ur. 30 grudnia 1880 w Miszkolcu, zm. 27 marca 1950 w Cleveland) – węgierski szermierz, dwukrotny złoty medalista olimpijski.
Na igrzyskach startował we wszystkich trzech broniach, jednak po medale sięgał jedynie z drużyną szablistów. Węgrzy triumfowali zarówno w 1908, jak i w 1912. W 1910 był mistrzem Węgier. Z wykształcenia był lekarzem dentystą, w 1912 wyemigrował do Stanów Zjednoczonych i zmarł w Cleveland.